# Занклогната бурувата
Занклогната бурувата (Zanclognatha lunalis) — вид метеликів з родини еребід (Erebidae).

## Поширення
Вид поширений в Європі та Північній Азії на схід до Японії. Мешкає у відкритих листяних і змішаних лісах. Личинки живуть на зів'ялих листках різних дерев і трав. Дорослі метелики літають вночі в липні-серпні.

## Опис
Середніх розмірів (розмах крил 26 — 31 мм), світло-коричневий нічний метелик. Губні щупики трохи довші за іншу частину голови і виступають у вигляді дзьоба. Самець має сферичне розширення на антені та велике віяло довгих волосків на передній ніжці. Крила світло-буро-сірі, на передньому крилі три коричневі поперечні лінії і трохи попереду від середини овальна коричнева пляма. Дві внутрішні поперечні лінії приблизно паралельні, сильно вигнуті в передній частині і обмежують широке центральне поле. Крайня поперечна лінія ширша і майже пряма. Вид подібний до Zanclognatha tarsipennalis, але має темніші крила та чіткіший середній знак на передньому крилі. Заднє крило сіро-жовте з двома бурими, часто нечіткими, поперечними смугами.